# Arturo Gemmiti
Arturo Gemmiti (* 3. März 1909 in Sora; † 26. Dezember 1991 in Rom) war ein italienischer Dokumentarfilmregisseur.

## Leben
Gemmiti verdiente nach seinem Schulabschluss den Lebensunterhalt als Journalist für verschiedene Magazine. Ab 1932 arbeitete er für das Istituto Luce als Dokumentarfilmer. Unter seinen zahlreichen Werken finden sich etliche dem Faschismus des „Duce“ Benito Mussolini nahestehende. Daneben war Gemmiti einige Male Regieassistent; erstmals 1943 für Giorgio Ferronis Macario contro Zagomar, den er auch schnitt. 1946 debütierte er als Spielfilmregisseur mit Montecassino, der die dokumentarische Prägung seines Machers belegte und der 1960, von Gemmiti selbst umgeschnitten, erneut in die Kinos gebracht wurde.
1950 emigrierte Gemmiti nach Südamerika; dort drehte er weitere Dokumentationen und den argentinischen Crisol de hombres. Nach Rückkehr in seine Heimat vertrat er einige argentinische Produktionsgesellschaft in Italien und kümmerte sich um die Dokumentarfilme der Industrie Cinematografiche Italiane. 1965 nahm er wieder eigene Aktivitäten als Regisseur auf, nachdem er 1963 einen Schlagerfilm vorgelegt hatte.
Gemmiti wurde 1942 in Venedig für einen seiner Dokumentarfilme ausgezeichnet.

## Filmografie (Auswahl)
- 1932: Arcolbaleno (Dokumentarfilm)
- 1946: Montecassino
- 1951: Crisol de hombres